# Slumber Party
«Slumber Party» (с англ. — «Пижамная вечеринка») — песня в стиле R&B известной американской певицы Бритни Спирс. Песня была выпущена 16 ноября 2016 года в качестве второго сингла девятого студийного альбома певицы. Песня была написана Бритни Спирс совместно с Мэтью Бернсом, Джулией Майклз Джо Джиниак и Gerald Gillum. Продюсером выступил Мэтью Бернс. В песне рассказывается о пижамной вечеринке с выпивкой и другими развлечениями. Кроме Бритни Спирс в клипе также приняла участие американская певица Тинаше.